# برت مک‌کفری
برت مک‌کفری (انگلیسی: Bert McCaffrey; ۱۲ آوریل ۱۸۹۳ – ۱۵ آوریل ۱۹۵۵) بازیکن هاکی روی یخ اهل کانادا بود.
وی همچنین برندهٔ جوایزی همچون جام استنلی شده‌است.
از باشگاه‌هایی که در آن بازی کرده‌است می‌توان به مونترآل کانادینز اشاره کرد.